# Delma concinna
Delma concinna — вид геконоподібних ящірок родини лусконогових (Pygopodidae). Ендемік Австралії.

## Підвиди
Виділяють два підвиди:
- Delma concinna concinna (Kluge, 1974) — західне узбережжя Західної Австралії;
- Delma concinna major (Storr, 1987) — район затоки Шарк-Бей.

## Поширення і екологія
Delma concinna поширені на західному узбережжі Західної Австралії. Вони живуть на прибережних пустищах і піщаних рівнинах, серед опалого листя.